# گستاس دزد

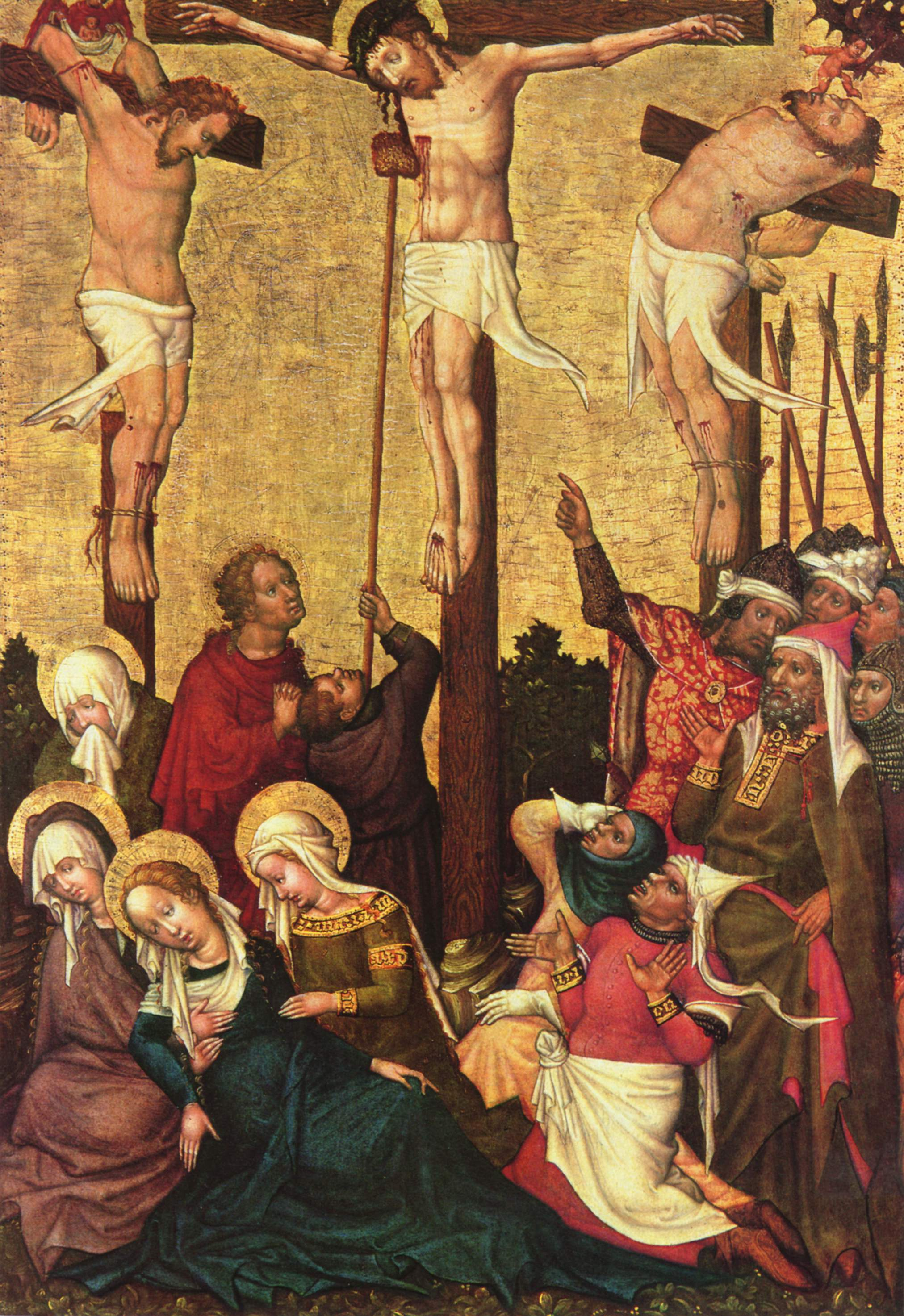
مصلوب شدن توسط هانس فون توبینگن نشان دادن دزد خوب در سمت راست مسیح (سمت چپ تصویر) و دزد مؤثر در سمت چپ مسیح با یک شیطان. سایر تصویرگران عبارتند از: مریم مقدس مبارک، سنت جان، و سه مریم (مری کلئوفاس، مری سالومه و مری مگدالن).

دزد نجیب‌زاده سارق بی‌درنگ مردی است که در کتاب عهد جدید به شرح مصلوب شدن عیسی اشاره شده‌است. در انجیل دو سارق جنایتکار به همراه عیسی به‌صلیب کشیده شده‌اند. در انجیل‌های مرقس و متی، آنان در تمسخر او به جمع مردم می‌پیوندند. اما در انجیل لوقا، کسی عیسی را به دلیل نجات دادن خود سرزنش می‌کند و دیگری که به عنوان دزد توبه‌کار شناخته می‌شود تقاضای بخشش می‌کند.
در نوشته‌های اپوکریفا به دزد اشاره شده‌است که در ابتدا در انجیل نیقودیموس دیده می‌شود، در حالی که همکارش دیماس خوانده می‌شود. طبق رسوم مسیحی، جستاس بر روی صلیب بود و سمت چپ عیسی و دیزماس بر صلیب سمت راست عیسی بود. در افسانه طلایی ژاکوبوس دو وراگین نام دزد بی‌شرف به عنوان گزماس داده می‌شود. دزد بی‌هدف گاهی به عنوان «دزد بد» در مقابل دزد خوب شناخته می‌شود.
در انجیل‌های گستاس و دیسماس به ترتیب داماخوس و تیطس خوانده شده‌است. بر اساس سنت، به عنوان مثال، در افسانه طلایی هنری ودسورث لانگفلو، دوماخوس یکی از سارقان بود که در پرواز به مصر به سنت جوزف و خانواده مقدس حمله کرد.

## روایت عهد جدید

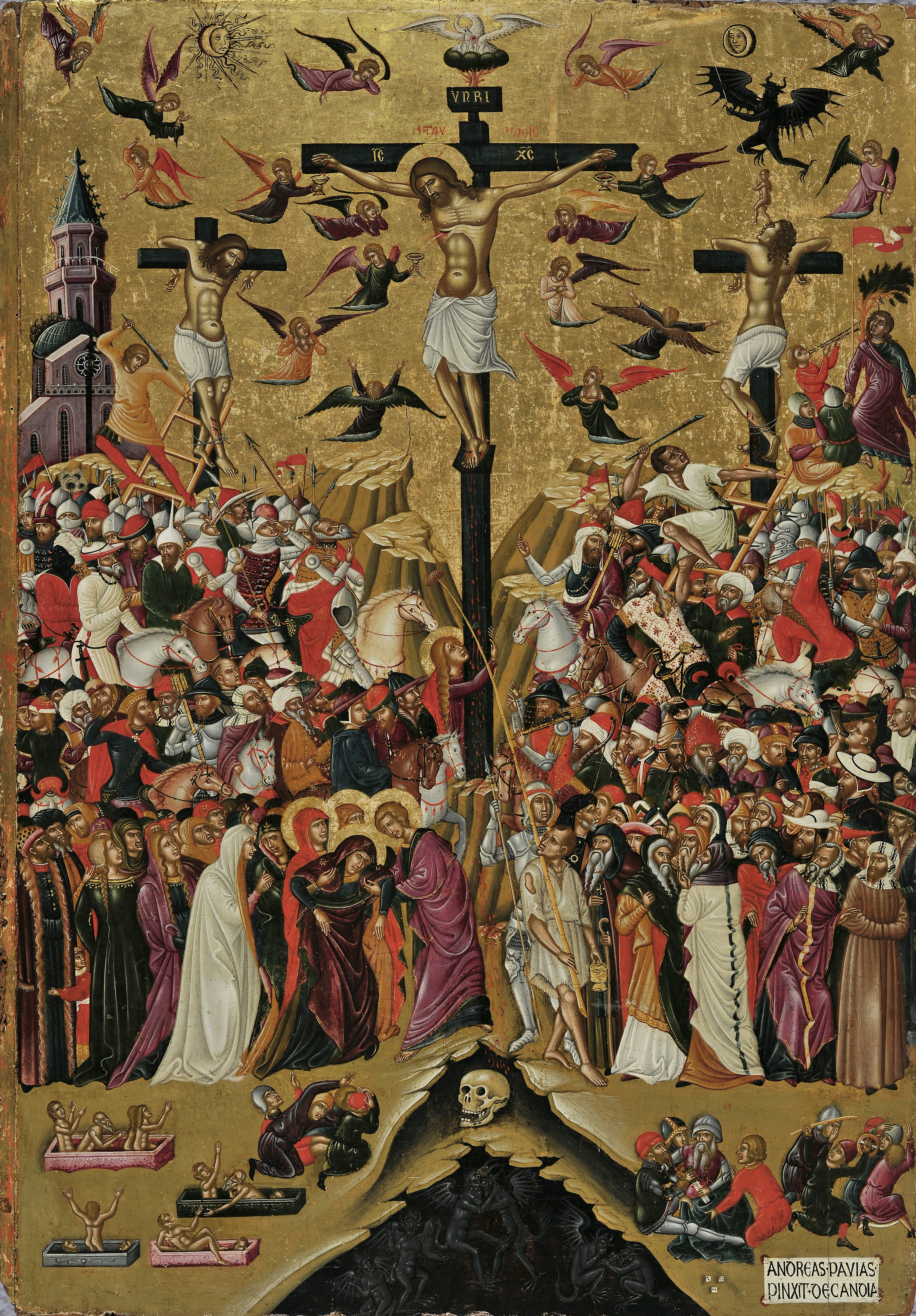
تصلیب عیسی

در انجیل مرقس، که اغلب سال تصنیف آنرا ۷۰ 
میلادی مقارنه کرده اند، اولین نسخهٔ این داستان چنین است: نویسنده می‌گوید که دو راهزن در طرفین عیسی به‌صلیب کشیده شده‌اند،رهگذران و سران کاهنان عیسی را به دلیل این که ادعا می‌کرد مسیح موعود است، مسخره می‌کردند قادر نبود خود را نجات دهد. آن دو با او مصلوب شدند. (مرقس ۱۵:۲۷–۳۲) در برخی از آیات کتاب اشعیا آمده‌است که این نبوت به صورت تحقق یافته‌است (اشعیا ۵۳:۱۲: و او … در میان خطاکاران شماره گذاری شده‌است." در انجیل متی که حدود سال ۸۵ نگاشته شده‌است، جزئیات مشابهی ذکر شده‌است. (متی ۲۷:۳۸–۴۴)
اما در انجیل لوقا، از حدود ۸۰ تا ۹۰ به جزئیات آن اشاره شده‌است: یکی از راهزنان، دیگری را که عیسی را مسخره می‌کرد، سرزنش می‌کرد و از عیسی می‌خواست که «وقتی به ملکوت خود می‌آیی» او را به یاد آورد. عیسی در پاسخ به او وعده داد که همان روز در بهشت با او خواهد بود. (لوقا ۲۳:۳۳–۴۵) رسوم به این سارق نام دزد توبه‌کار و دیگری دزد بی‌شرف داده‌است.
در انجیل یوحنا که گمان می‌رود در رابطه با آ۹۰–۹۵ آمده باشد، همچنین آمده‌است که عیسی با دو نفر دیگر به‌صلیب کشیده شده‌است، اما در این گزارش به آن‌ها اشاره‌ای نشده‌است و سخن نمی‌گویند. (یوحنا ۱۹:۱۸–۲۵)

## اصطلاح فیلیپینی
در میان کاتولیک‌های فیلیپینی، نام خدا به نام‌های حدس، باراباس، گستاس خوانده می‌شود. این واژه در واقع عبارتی است از سرخوردگی یا عتاب.